# Edgewater Estates
Edgewater Estates es un lugar designado por el censo ubicado en el condado de San Patricio en el estado estadounidense de Texas. En el Censo de 2010 tenía una población de 72 habitantes y una densidad poblacional de 545,09 personas por km².

## Geografía
Edgewater Estates se encuentra ubicado en las coordenadas 28°5′49″N 97°51′54″O / 28.09694, -97.86500. Según la Oficina del Censo de los Estados Unidos, Edgewater Estates tiene una superficie total de 0.13 km², de la cual 0.13 km² corresponden a tierra firme y (0%) 0 km² es agua.

## Demografía
Según el censo de 2010, había 72 personas residiendo en Edgewater Estates. La densidad de población era de 545,09 hab./km². De los 72 habitantes, Edgewater Estates estaba compuesto por el 95.83% blancos, el 4.17% eran afroamericanos, el 0% eran amerindios, el 0% eran asiáticos, el 0% eran isleños del Pacífico, el 0% eran de otras razas y el 0% pertenecían a dos o más razas. Del total de la población el 75% eran hispanos o latinos de cualquier raza.